# Château de Douzon
Le château de Douzon est un édifice situé à Étroussat, en France.

## Localisation
Le château est situé sur le territoire de la commune d'Étroussat, dans le département de l'Allier en région Auvergne-Rhône-Alpes, au nord du bourg, à l'est de la route menant à Saint-Pourçain-sur-Sioule.

## Description
Le domaine comprend les vestiges d’un ancien château du XIVe siècle dont subsiste un donjon carré à guette (tourelle construite au sommet d'un édifice, où se tenait un guetteur), typique de l'architecture militaire bourbonnaise. 
À la suite d'un incendie en 1723, un château est construit au XVIIIe siècle par l’architecte Clément, au nord du château primitif. Le logis principal rectangulaire comporte deux niveaux avec une toiture à versants droits percés d'œils-de-bœuf, ainsi que deux ailes en retour comprenant un rez-de-chaussée et un comble à la Mansart. On trouve des décors inachevés du XVIIIe siècle dans trois pièces du château : la chambre bureau, la salle à manger et le grand salon.

## Historique
Au début du XIVe siècle, la terre de Douzon appartenait à Jean d’Avenières, chevalier, seigneur de Douzon. Par mariage, Douzon passa de la famille d'Avenières à Dinet de Châteauneuf, seigneur de Pierrebrune, époux de Marguerite d’Avenières vers 1400. Le fief passa ensuite des Châteauneuf aux Rochedragon, puis aux Chaussecourte après le mariage de Catherine de Rochedragon avec Louis de Chaussecourte.
Vers 1590, il passa par mariage à Jean-Paul Audier, puis vers 1625 à Symphorien d'Arfeuilles. Vers 1700, Jeanne-Marie d'Arfeuilles épousa Philibert du Buysson, conseiller du roi, maire de Moulins.
La terre de Douzon fut érigée en comté en faveur de son fils, François du Buysson (1704-1769), mousquetaire du Roi, capitaine de dragons, chevalier de Saint-Louis. C'est lui qui fit construire le château dans sa forme actuelle. Son fils Philibert du Buysson de Douzon (1736-1793), comte de Douzon, également officier de dragons, fut commandant des troupes de Moulins et brigadier des armées du roi. En 1788, il siégea à l'assemblée provinciale du Bourbonnais, puis fut élu député de la noblesse aux états généraux de 1789, mais il démissionna dès juillet 1789. Il émigra en Suisse, puis rentra en France. Arrêté, il fut transféré à Lyon et condamné à mort par les révolutionnaires de Lyon avec trente-et-un autres notables du Bourbonnais ; il fut guillotiné le 11 nivôse an II (31 décembre 1793).
Dès 1774, Douzon avait été vendu à Louis-Charles-Antoine Girard, seigneur de Rozet et de Charbonnières (à Barberier), ancien régisseur du domaine. L'un de ses fils vendit la terre de Douzon le 2 nivôse an XI à Jacques-Marie-Pierre Loisel (1776-1858). Ce dernier fut maire d'Étroussat, président du conseil général de l'Allier et, pendant quelques mois en 1815, sous-préfet de Gannat ; il obtint de prendre le nom de Loisel de Douzon (lettres patentes du 11 novembre 1814) et fut anobli en 1815. Ses descendants possèdent toujours la propriété[source insuffisante].
L'édifice est classé au titre des monuments historiques par arrêté du 18 juin 1973.